# Alvik (Stockholm)
Alvik est un quartier du district de Bromma à Stockholm en Suède.

## Description
Le quartier d'Alvik correspond à la superficie couverte par la ferme d'Alvik au début du XIXe siècle. Le quartier borde le lac Mälaren à l'est, Traneberg au nord, Ulvsunda à l'ouest et Äppelviken au sud.

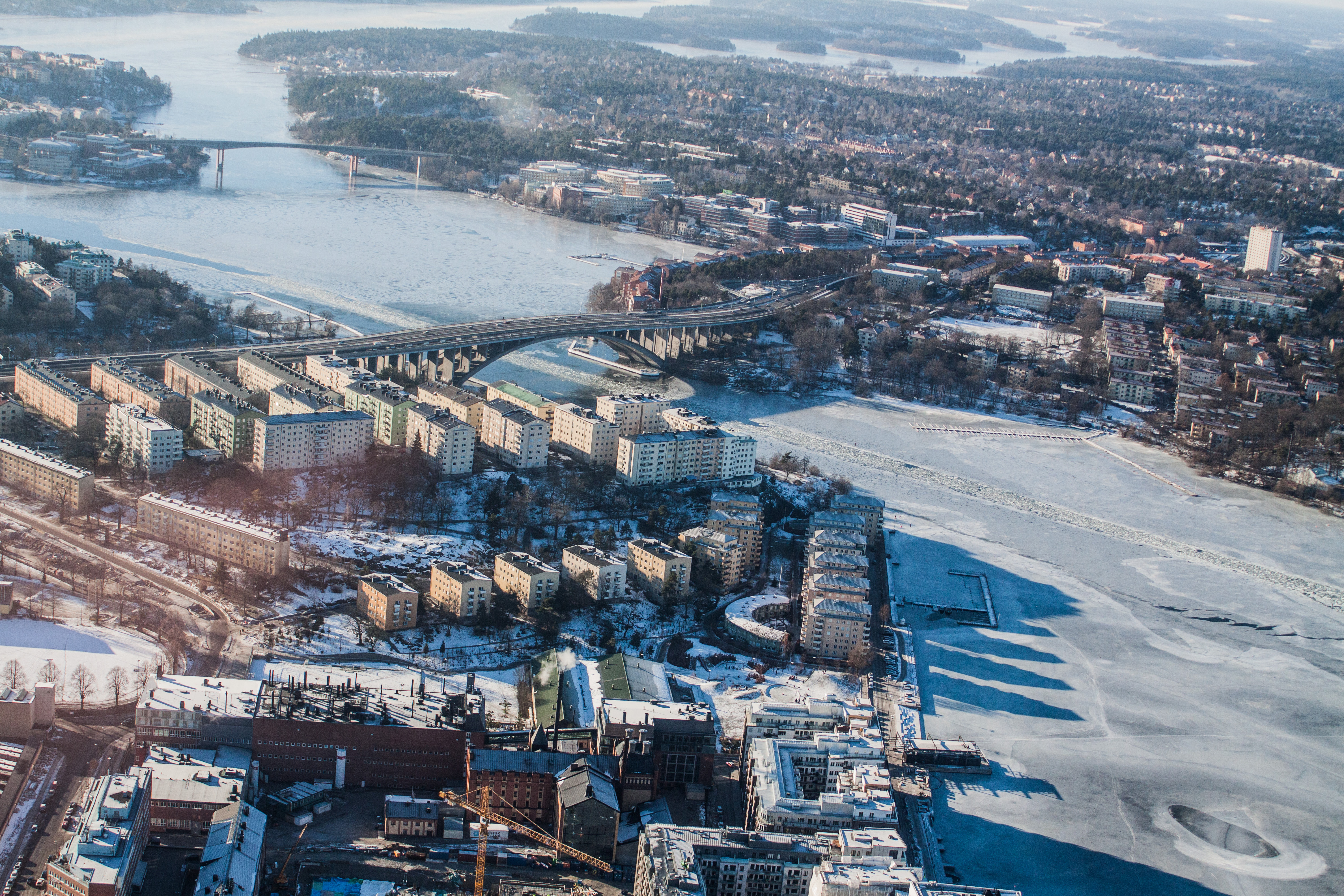
Vue aérienne d'Alvik.

## Transports
Alvik fonctionne comme l'un des centres de communication de Bromma et Västerort.
Alvik abrite l'extrémité ouest du pont de Traneberg et deux des arrêts du Tvärbanan passant par le pont d'Alvik ainsi qu'un petit terminal de bus et un petit centre commercial, Alviks torg, à proximité du carrefour d'Alviksplan. 
Le carrefour d'Alviksplan relie la route Drottningholmsvägen, la rue Gustavslundsvägen qui longe Alviks torg et SALK-hallen et la rue Alviksvägen qui mène à Äppelviken. 
En connexion directe avec Alviks torg, mais dans le quartier voisin de Traneberg, se trouve le terminus de la Nockebybanan et la station Alvik de la Ligne Verte du métro de Stockholm.

### Galerie

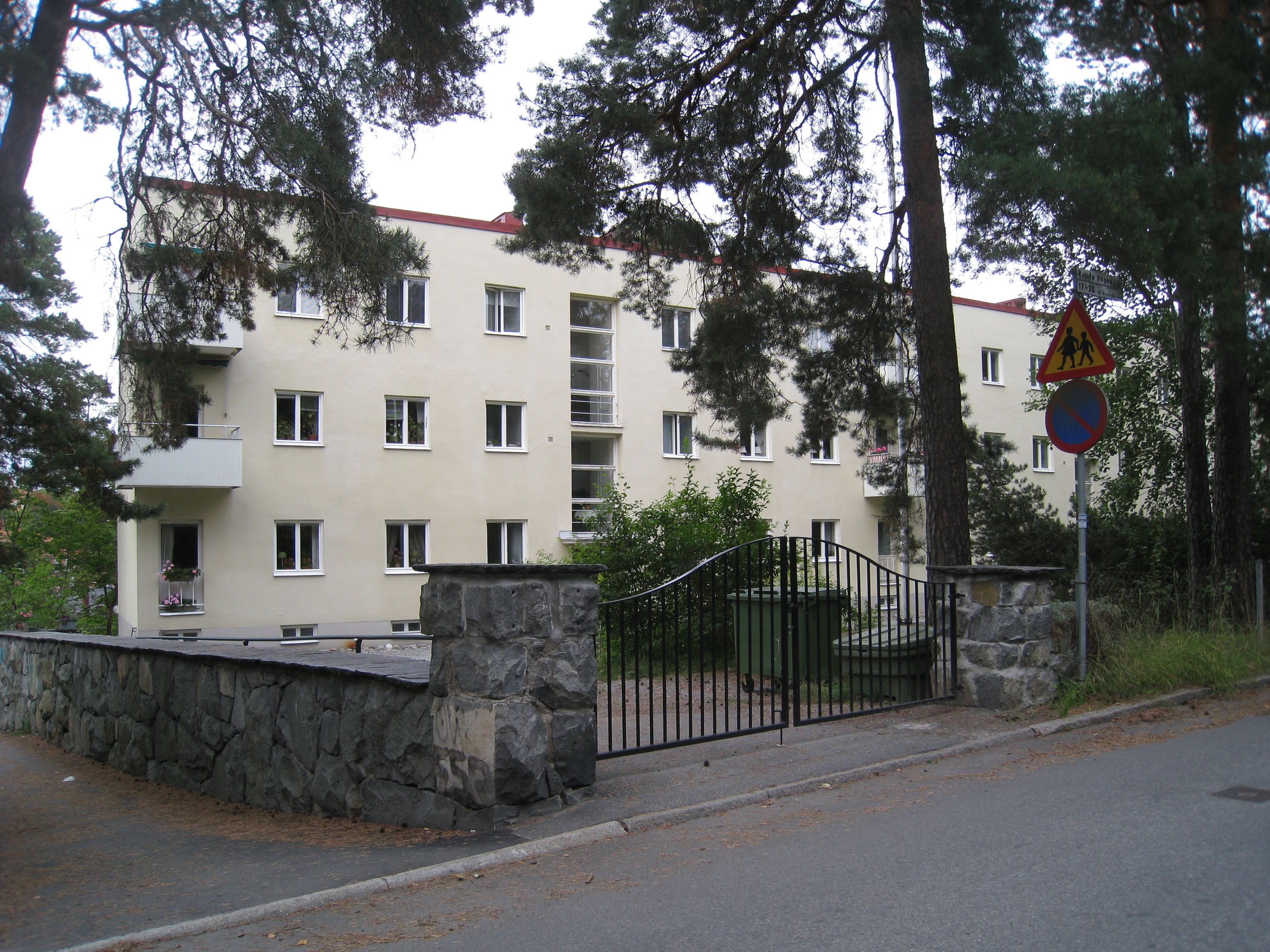
Brommahemmet (1935).
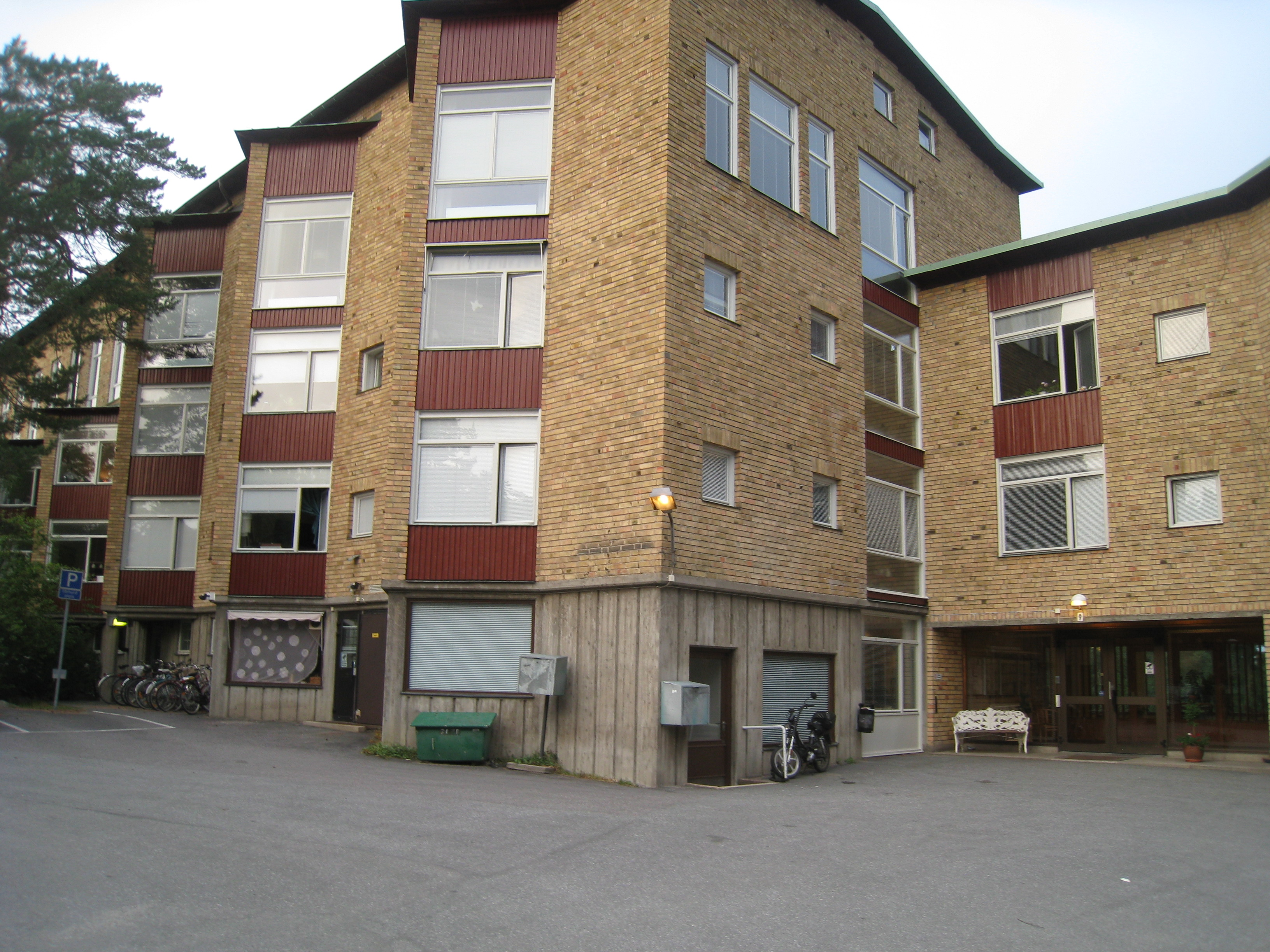
Elfvinggården (1940).
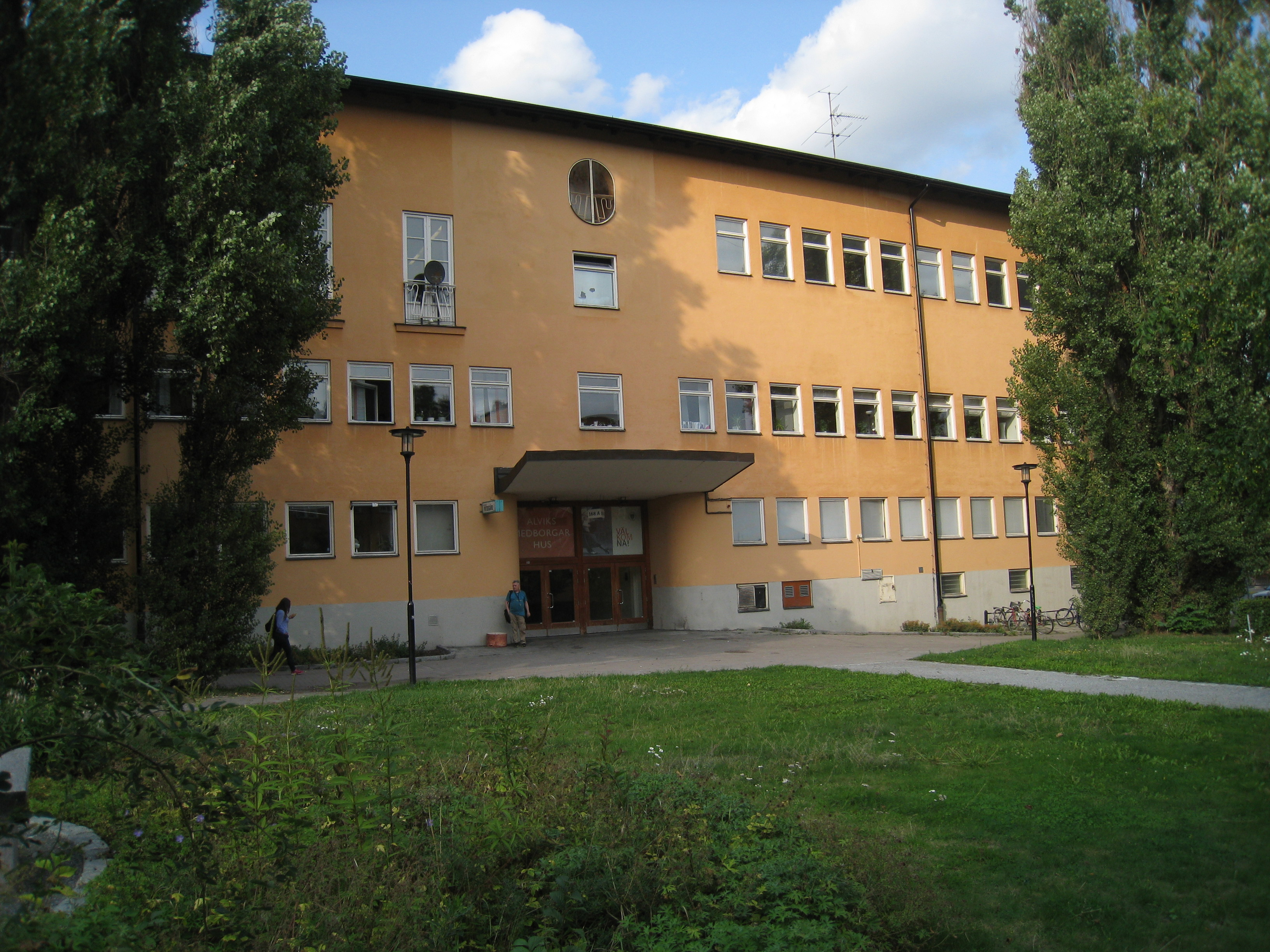
Medborgarhus (1940).
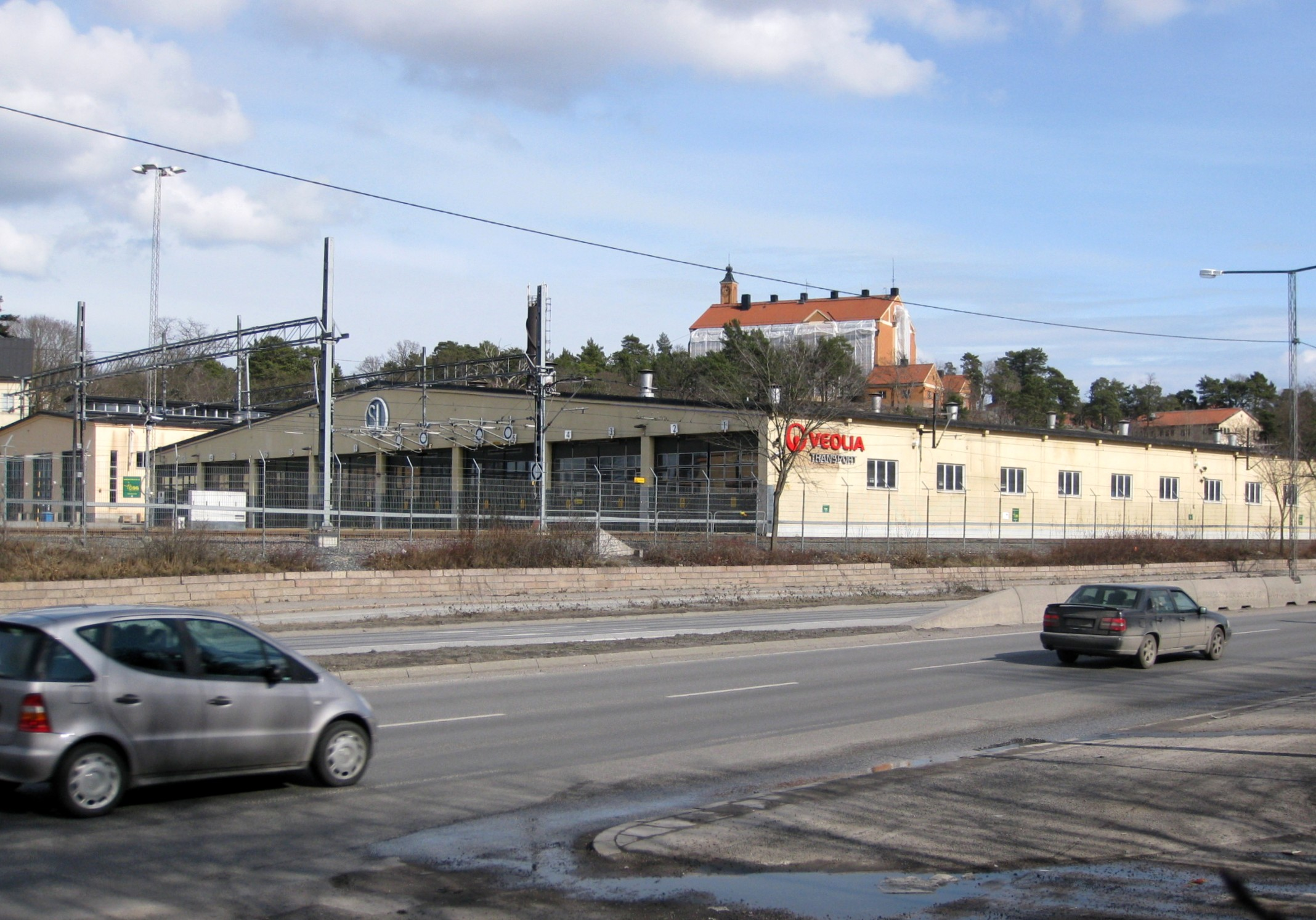
Brommadepån (1942-1944).
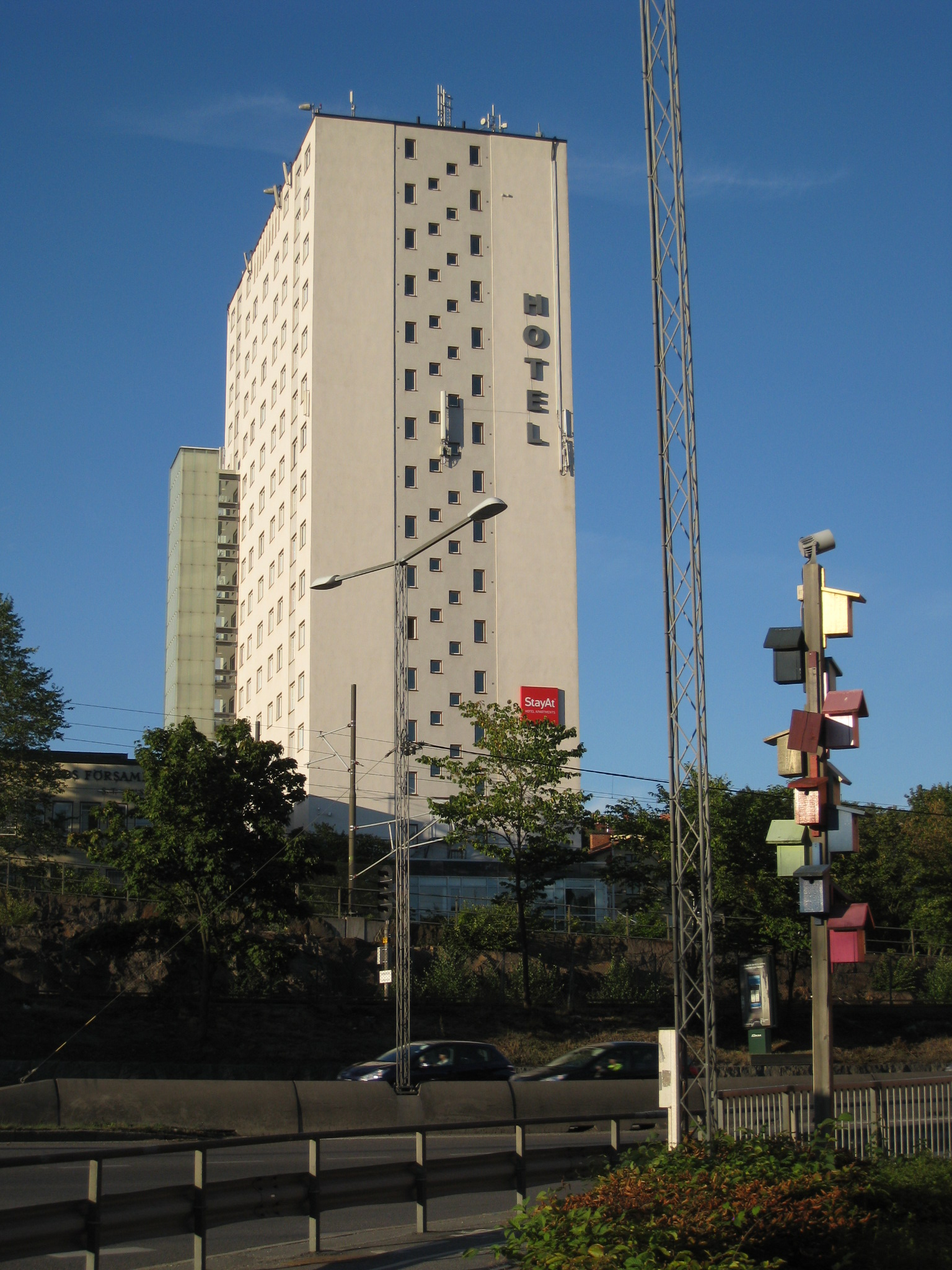
Bromma Hotel (1961).
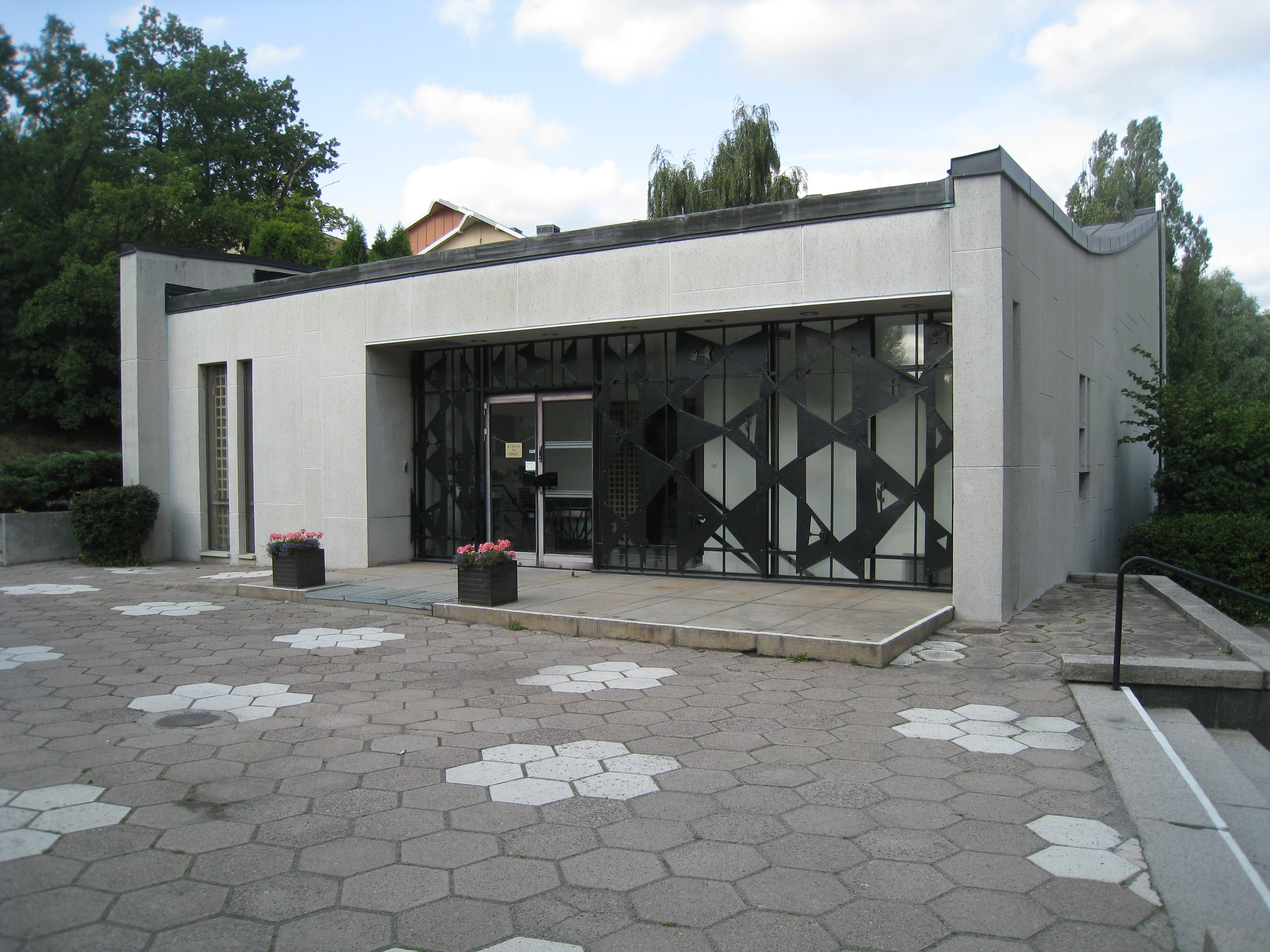
Église Saint Ansgar (1963).
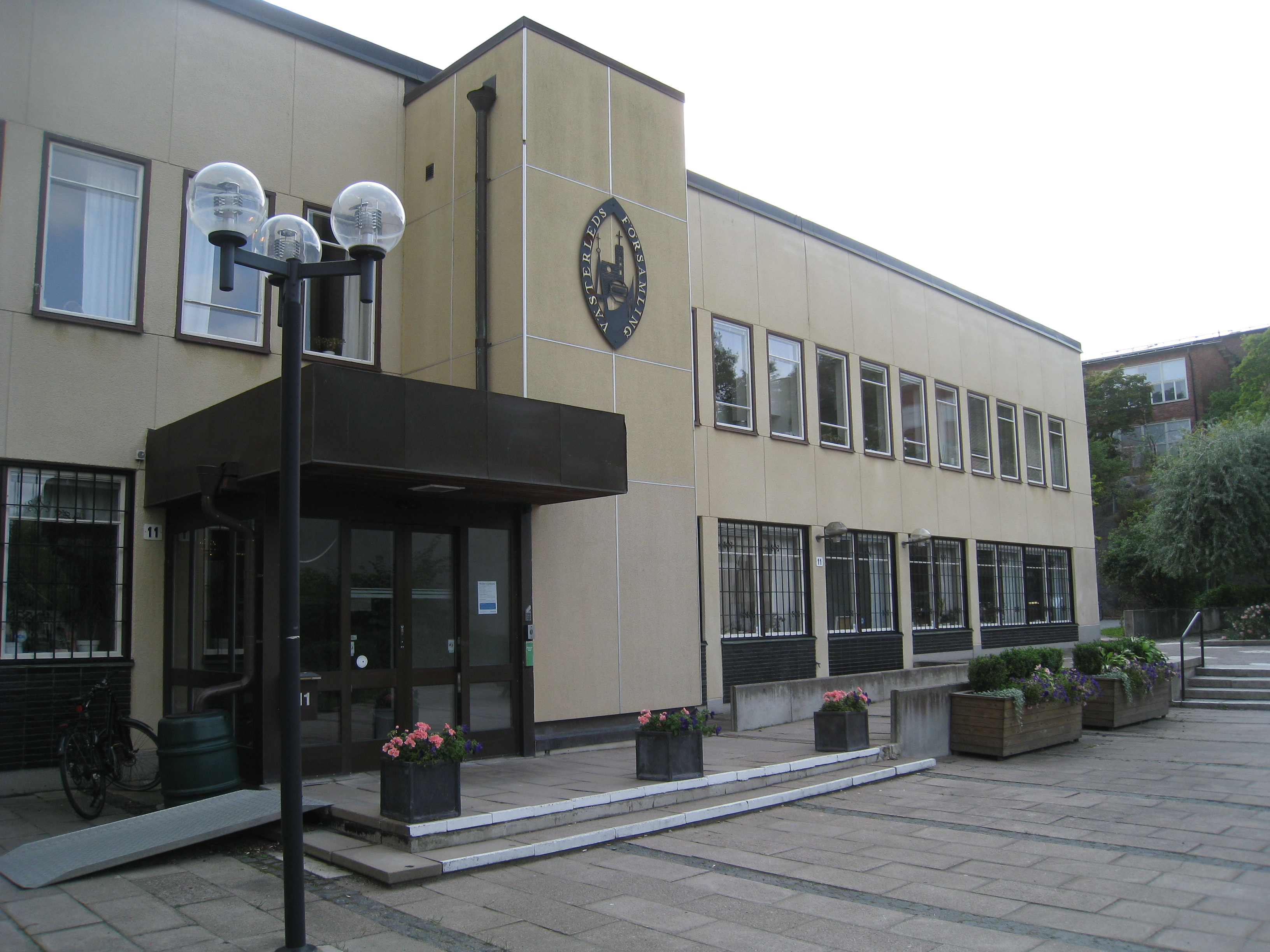
Salle paroissiale de Västerled (1963).
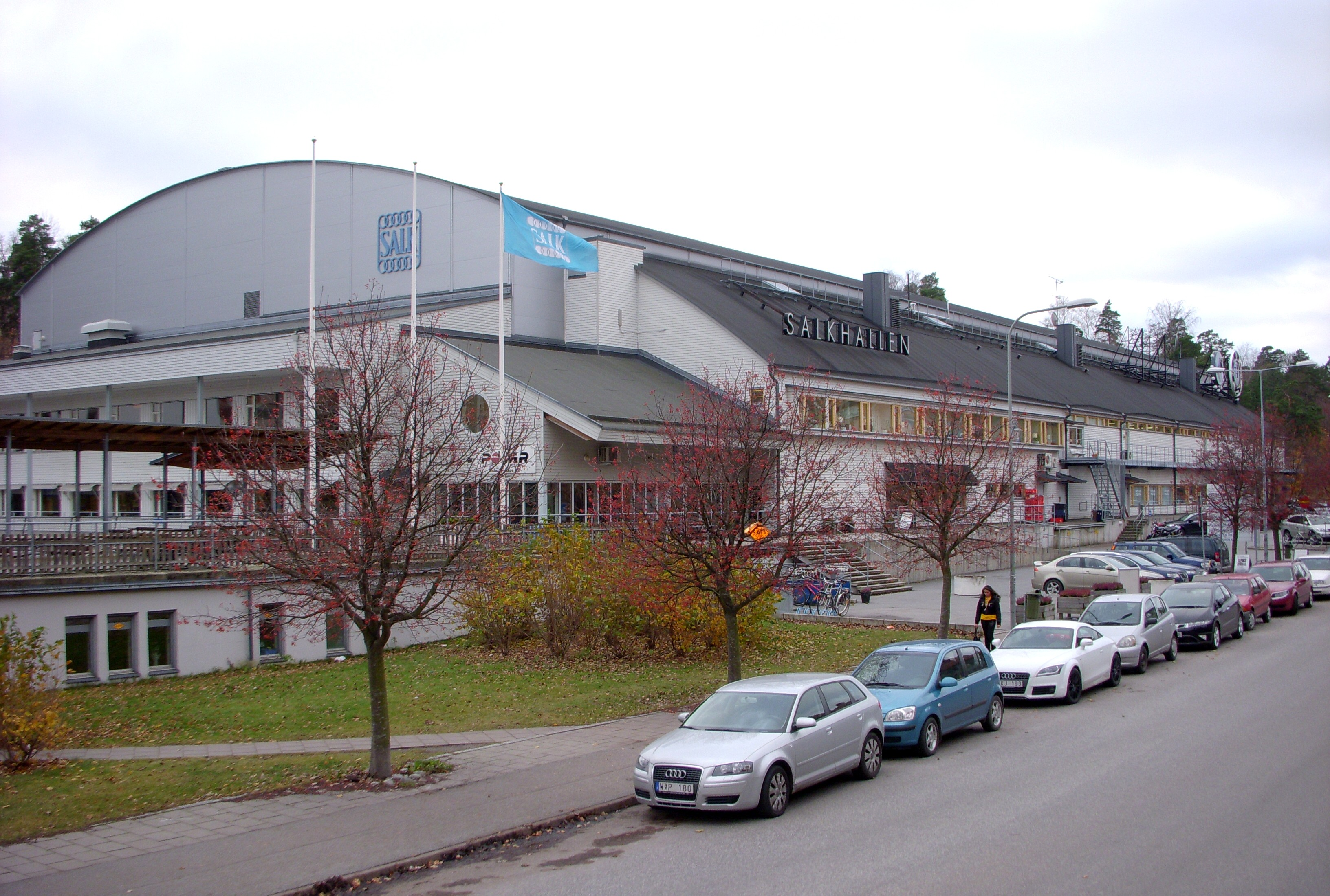
Salle de sport SALK (1994).
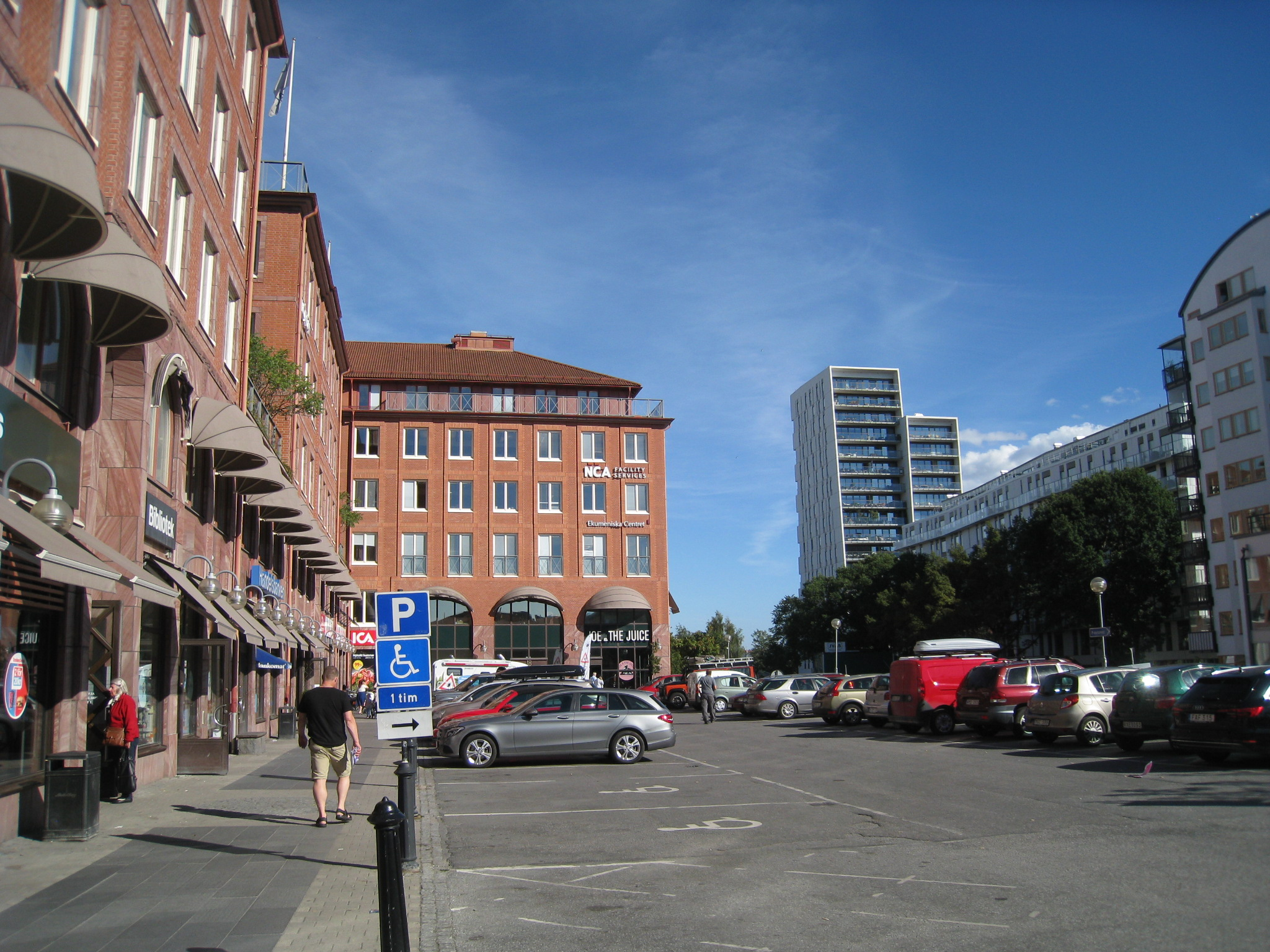
Place d'Alvik (1998).
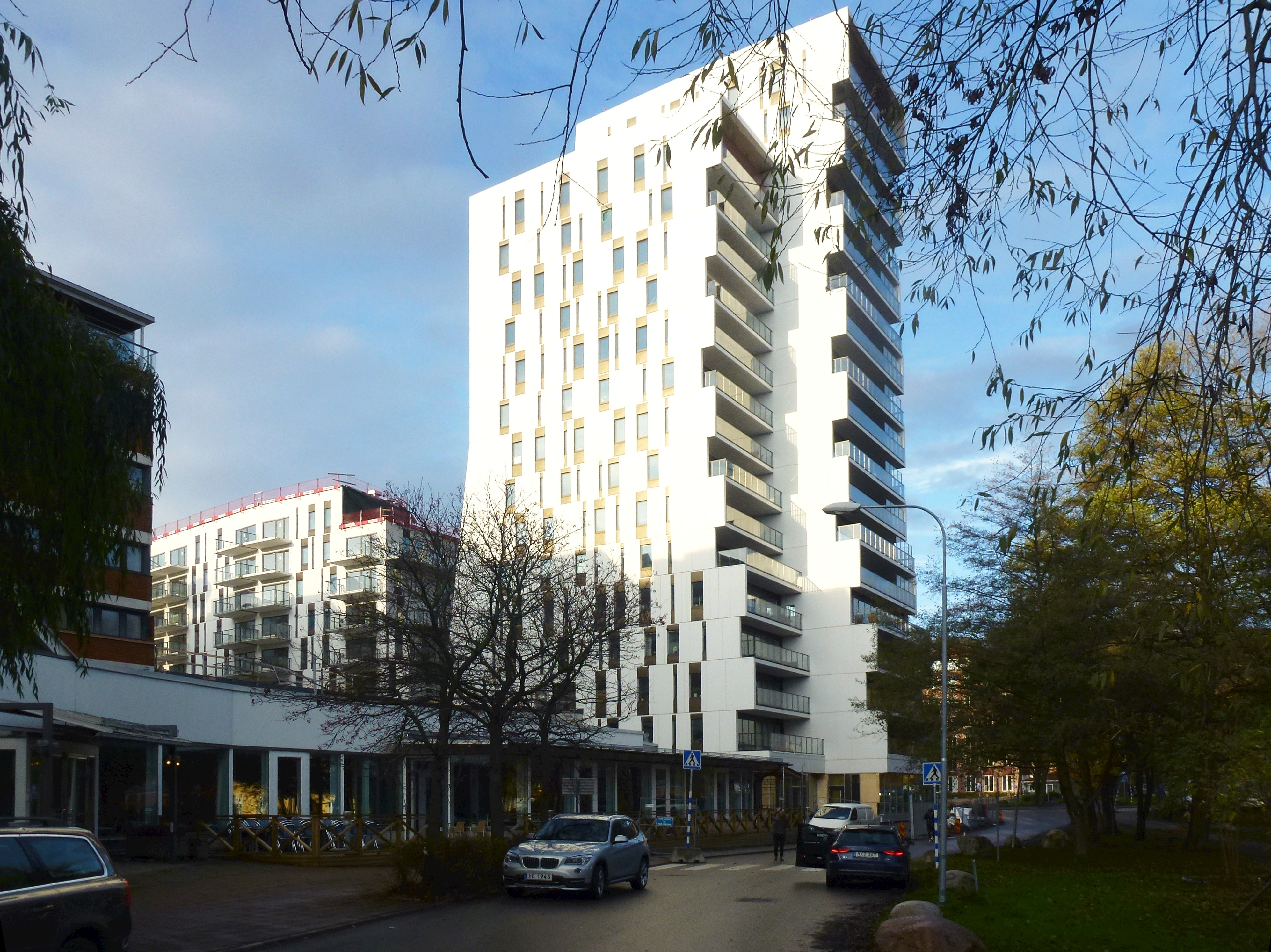
Tour d'Alvik (2014).
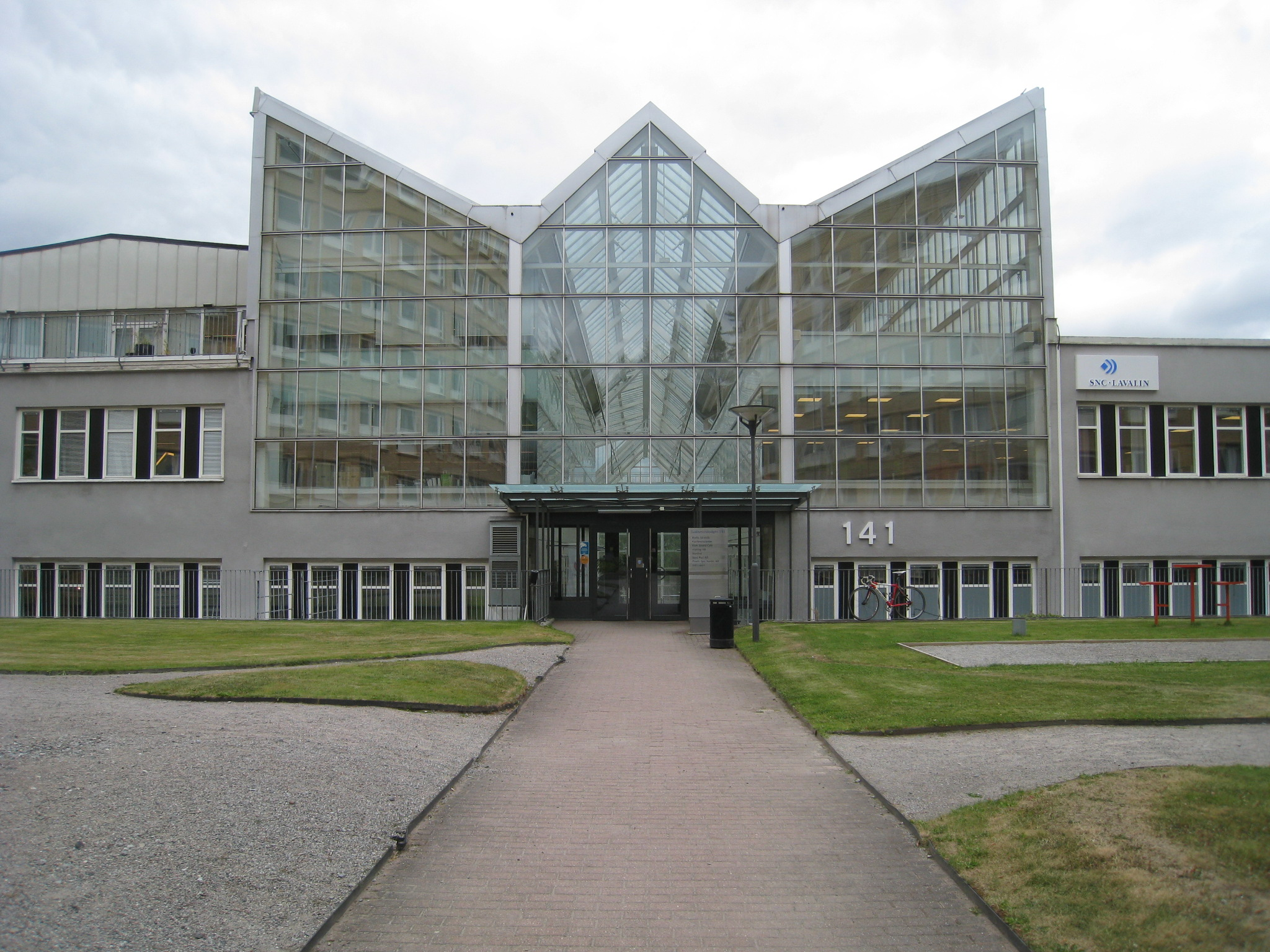
Gustavslundvägen 141.
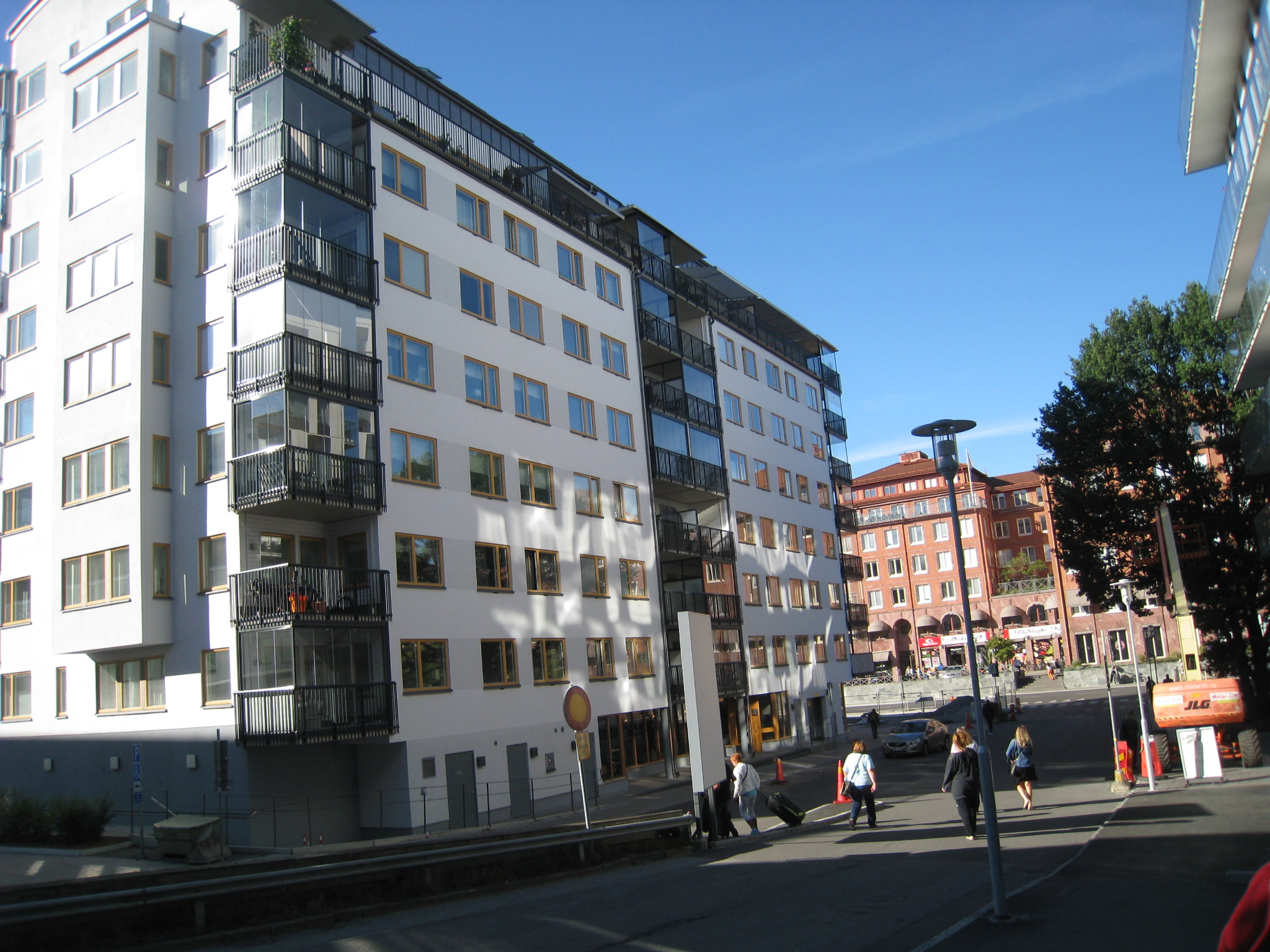
Gustavslundsvägen 155 (2014-2015).
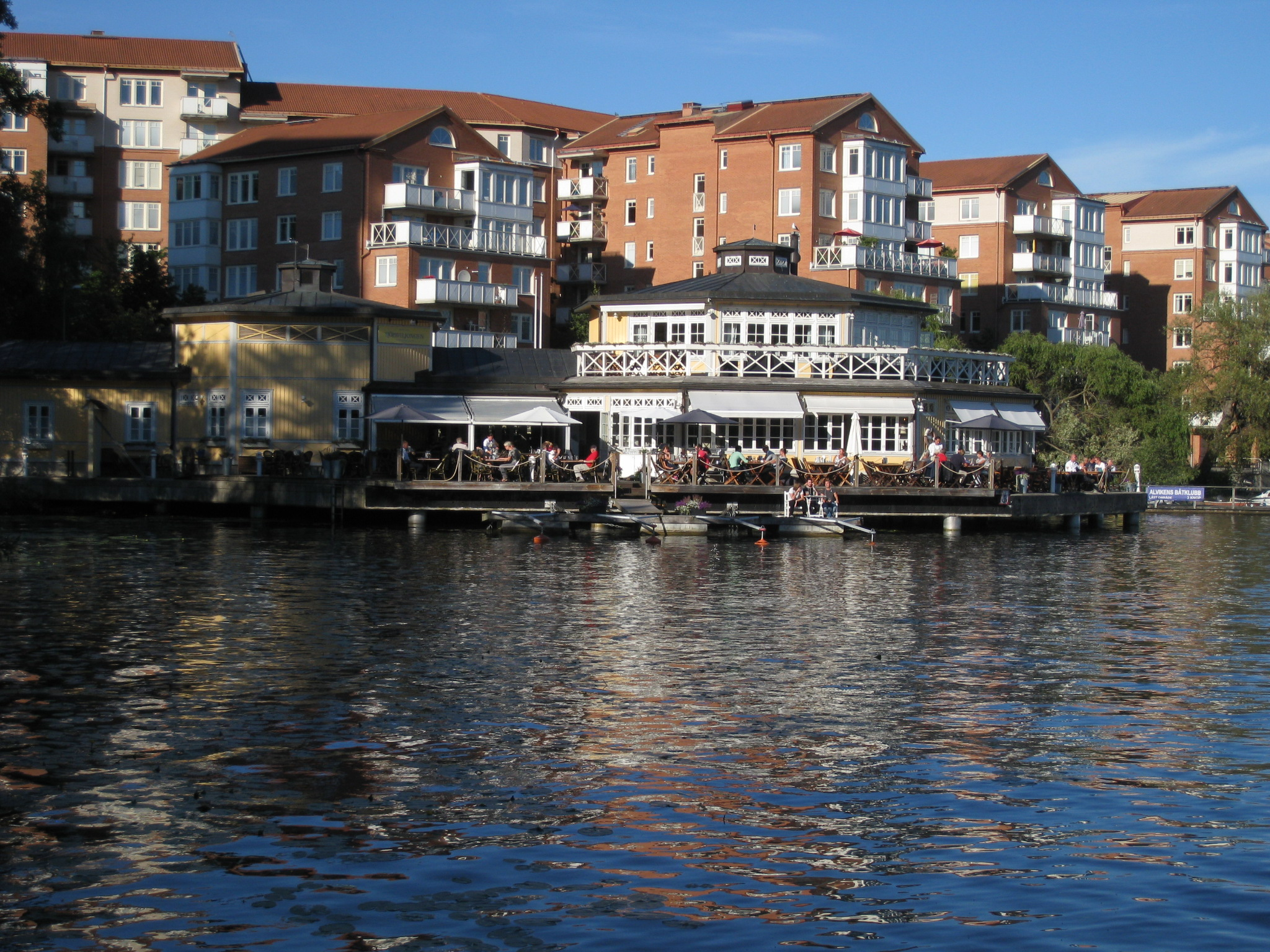
Restaurant Sjöpaviljongen.
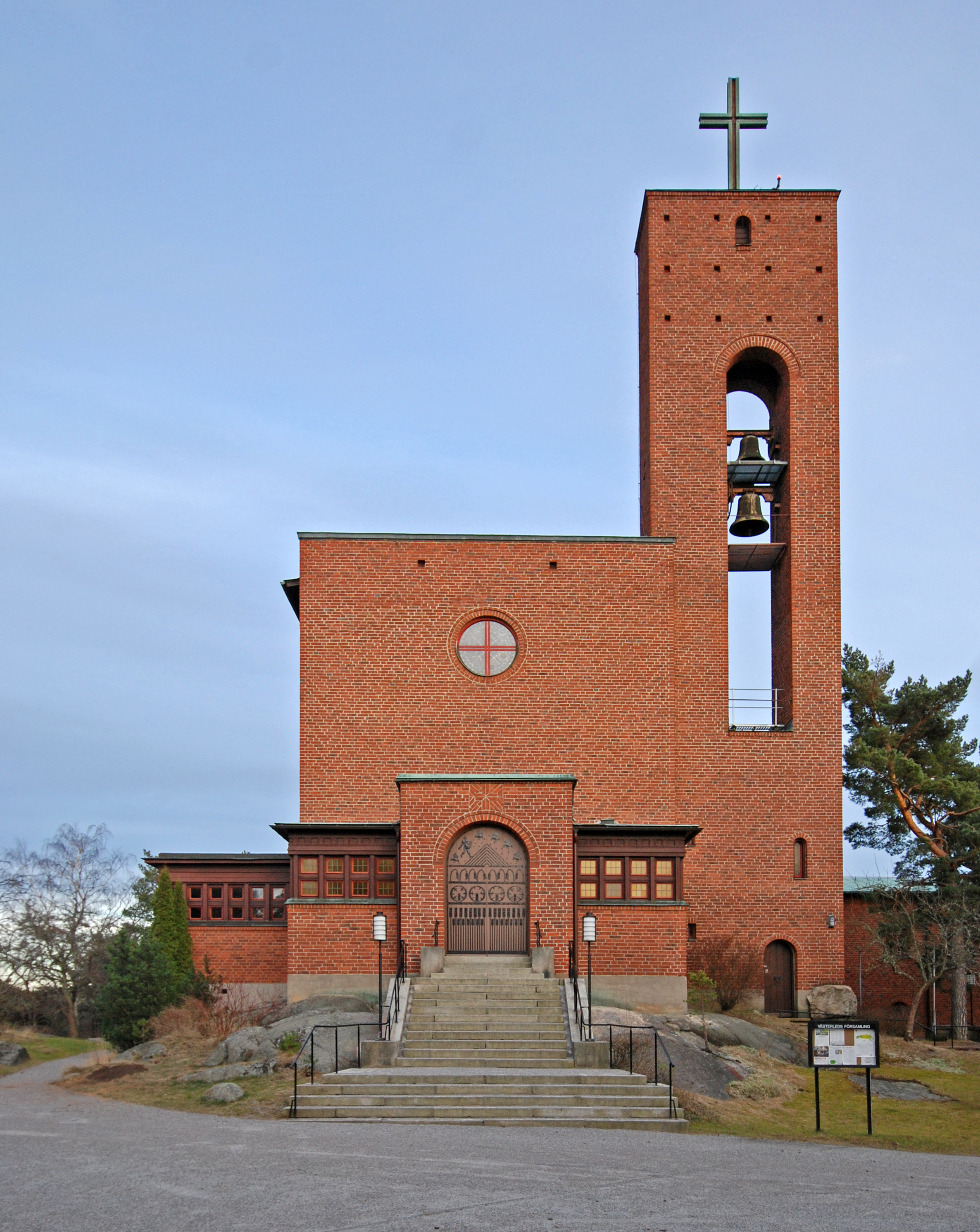
Västerledskyrkan.